# الله‌نور کریمی‌تبار
الله‌نور کریمی‌تبار (زاده ۱۳۴۲ ایلام) امام جمعه شهر ایلام و نماینده ولی فقیه در استان ایلام است. وی در تاریخ ۱۷مهرماه ۱۳۹۷ با حکم سید علی خامنه‌ای جایگزین محمدنقی لطفی به عنوان امام جمعه ایلام شد.
وی در سال ۱۳۷۲ به عضویت رسمی سپاه پاسداران انقلاب اسلامی درآمد و به مدت ۱۶ سال به عنوان مسئول نمایندگی ولی فقیه در منطقه مقاومت سپاه استان‌های ایلام، کردستان، فارس و همچنین به عنوان جانشین فرماندهی تیپ ۸۳ امام جعفر صادق (ع) ویژه طلاب و روحانیون در قم خدمت کرد. او عضو هیئت علمی دانشگاه امام حسین (ع)، مسئولیت انتصابات معاونت امور روحانیون نمایندگی ولی فقیه سپاه و همچنین مسئولیت نمایندگی ولی فقیه در دانشگاه افسری و تربیت پاسداری امام حسین (ع) را بر عهده داشت ایشان هم‌اکنون عضو هیئت علمی  دانشگاه افسری و تربیت پاسداری امام حسین (ع) می‌باشند.